# Lothey
Lothey (bretonisch Lotei) ist eine französische Gemeinde mit 444 Einwohnern (Stand 1. Januar 2022) im Département Finistère in der Bretagne. Sie gehört zum Arrondissement Châteaulin und zum Kanton Briec.

## Lage
Die Gemeinde Lothey liegt im Westen der Bretagne am Rande des Regionalen Naturparks Armorique, 21 Kilometer nördlich von Quimper an der hier stark mäandrierenden Aulne. Die Großstadt Brest liegt 40 Kilometer nordwestlich und Paris etwa 450 Kilometer östlich von Lothey.
Bei Châteaulin befindet sich die nächste Abfahrt an der Schnellstraße E 60 (Brest–Nantes) und bei Landivisiau und Morlaix an der E 50 (Brest–Rennes). In den vorgenannten Orten gibt es auch die nächsten Regionalbahnhöfe an den überwiegend parallel verlaufenden Bahnlinien.

## Bevölkerungsentwicklung
| Jahr                       | 1962 | 1968 | 1975 | 1982 | 1990 | 1999 | 2008 | 2020 |
| Einwohner                  | 524  | 467  | 427  | 432  | 505  | 439  | 428  | 463  |
| Quellen: Cassini und INSEE |      |      |      |      |      |      |      |      |

|  |  |